# Puyang (köpinghuvudort i Kina, Zhejiang Sheng, lat 29,99, long 120,25)
Puyang (kinesiska: 浦阳镇, 浦阳) är en köpinghuvudort i Kina. Den ligger i provinsen Zhejiang, i den östra delen av landet, omkring 30 kilometer söder om provinshuvudstaden Hangzhou. Antalet invånare är 37 696. Befolkningen består av 18 145 kvinnor och 19 551 män. Barn under 15 år utgör 10,0 %, vuxna 15-64 år 79 %, och äldre över 65 år 9,0 %.
Runt Puyang är det tätbefolkat, med 442 invånare per kvadratkilometer. Närmaste större samhälle är Diankou, 11,1 km sydost om Puyang. Trakten runt Puyang består till största delen av jordbruksmark.
Genomsnittlig årsnederbörd är 2 020 millimeter. Den regnigaste månaden är juni, med i genomsnitt 365 mm nederbörd, och den torraste är januari, med 79 mm nederbörd.